# 紀元前121年
紀元前121年（きげんぜん121ねん）は、ローマ暦の年である。

## 他の紀年法
- 干支 : 庚申
- 日本
  - 開化天皇37年
  - 皇紀540年
- 中国
  - 前漢 : 元狩2年
- 朝鮮
  - 檀紀2213年
- 仏滅紀元 : 424年
- ユダヤ暦 : 3640年 - 3641年

## できごと

### ローマ
- 元老院は、執政官のルキウス・オピミウスに、共和制を維持するための無制限の権力を与える内容のsenatus consultum ultimumを決議した。彼は元老院の軍を集め、ガイウス・グラックスと対峙した。ローマ国内で会戦が行われ、グラックスが戦死した。
- ローマで裁判が行われ、グラックス軍の3000人以上が処刑された。
- ハエドゥイ族と同盟した執政官クィントゥス・ファビウス・マクシムス・アッロブリギクスは、ガリア・ナルボネンシスでアルウェルニ族とアッロブロゲース族を破り、ローマ帝国の属州にした。

### アジア
- 中国の将軍霍去病が匈奴を破った。

## 誕生
- プブリウス・スルピキウス・ルフス：プレブスの護民官（紀元前88年没）

## 死去
- ガイウス・グラックス：ローマの政治家
- マルクス・フルウィウス・フラックス：執政官
- クレオパトラ・テア：セレウコス朝の女王（紀元前164年生）